# Affaire Ikedaya

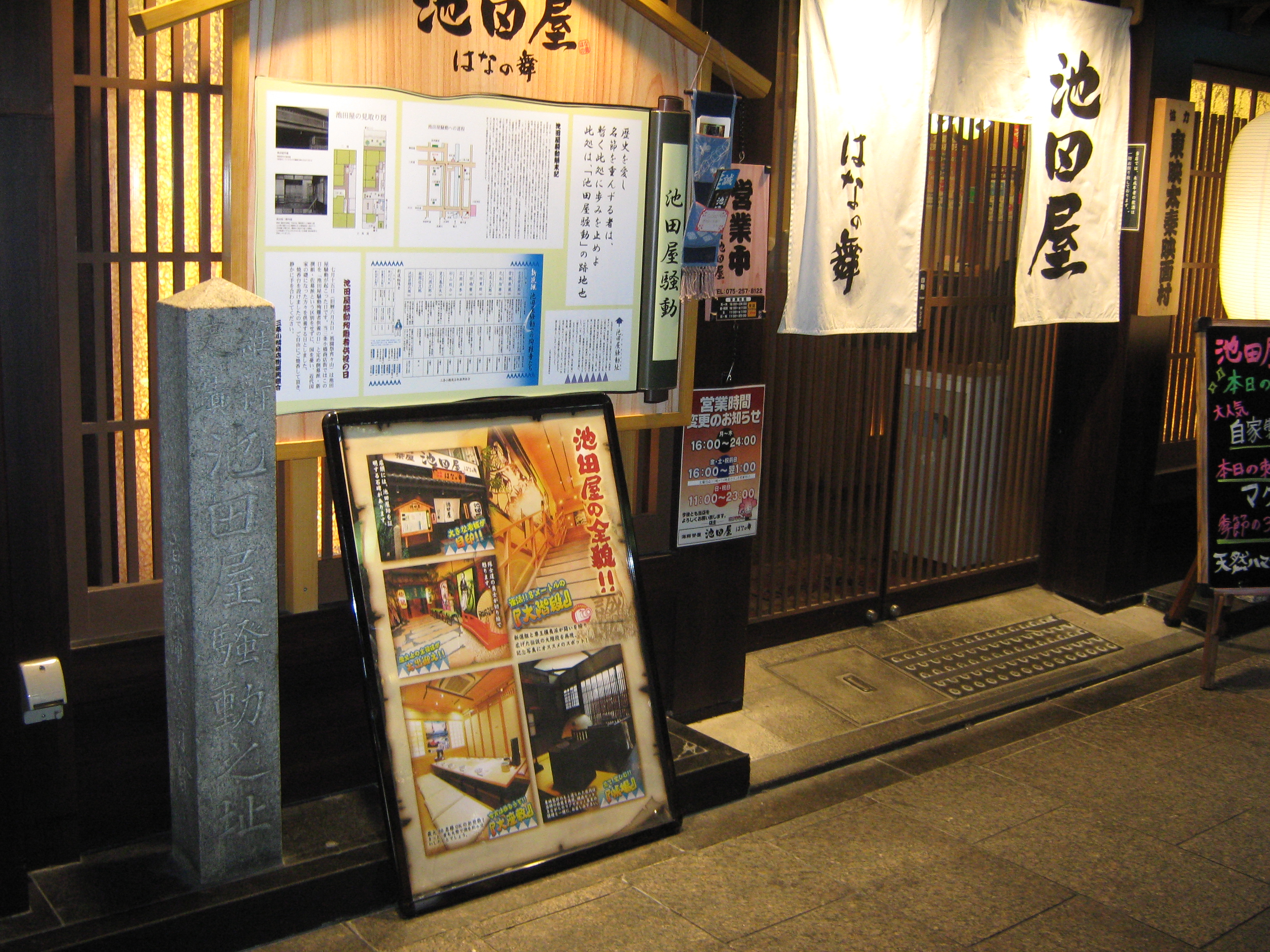
La plaque commémorative devant l'ancien site de l'auberge Ikedaya.

L’Ikedaya Jiken (池田屋事件), connu en français sous le nom d’affaire Ikedaya, est un incident armé entre les Ishin Shishi, une force anti shogunale en provenance du domaine de Chōshū, et le Shinsen gumi, une unité armée du Bakufu. L'incident a lieu le 5 juin 1864 (8 juillet 1864 du calendrier grégorien) au ryokan Ikedaya à Kyoto au Japon, durant la période du Bakumatsu.
Les Ishin Shishi utilisent Ikedaya comme base de leurs opérations. Leur plan est de mettre le feu à Kyōto et de se saisir de Matsudaira Katamori, le daimyō d'Aizu, dont les fonctions à l'époque incluent la protection de Kyōto. Cependant, avant que les Ishin shishi ne puissent mettre leur plan à exécution, le Shinsen gumi arrête un membre des Ishin Shishi qui, soumis à un interrogatoire, dévoile leur plan.
L'interrogatoire conduit par le vice-commandant du Shinsen gumi, Hijikata Toshizō, aurait été particulièrement brutal. Voyant que le prisonnier est peu enclin à répondre aux questions, Hijikata Toshizo l'aurait suspendu par les chevilles et aurait enfoncé des clous dans ses pieds avant d'y répandre de la cire chaude. Cependant, certains rapports de l'incident mettent en doute les méthodes de torture utilisées par Hijikata Toshizo. En effet, dans ses mémoires, Nagakura Shinpachi décrit les évènements différemment et le populaire roman de Ryōtarō Shiba, Moeyo Ken, ignore totalement la participation d'Hijikata dans l'affaire.
Averti de l'urgence de la situation, le commandant du Shinsen gumi, Kondō Isami, part avec un groupe d'hommes afin d'arrêter les Ishin Shishi avant qu'ils ne puissent mettre leur plan à exécution. Un second groupe d'hommes menés par Hijikata Toshizo les rejoint peu après à Ikedaya.
Au total, huit membres des Ishin Shishi sont tués et vingt-trois arrêtés. Un seul membre du Shinsen gumi est tué sur le coup, mais deux meurent plus tard de leurs blessures. Les capitaines Nagakura Shinpachi et Tōdō Heisuke reçoivent des blessures non mortelles. Une rumeur persistante veut que Okita Sōji défaille sous l'effort ; ce problème est mis parfois en relation avec la tuberculose dont il meurt plusieurs années plus tard.
L'incident démontre la force du Shinsen gumi qui jouit par la suite d'une certaine notoriété. De plus, cette escarmouche retarde probablement la fin du Bakufu d'un an ou deux, en décapitant les radicaux du mouvement anti-shogunal.
Le ryokan Ikedaya est détruit au cours de la bataille. Aujourd'hui, seule une plaque commémorative rappelle les événements puisqu'un salon de pachinko s'élève désormais à cet endroit.

## Œuvres inspirées de l'affaire

### Mangas
- 1997 - 2012 : Kaze Hikaru de Taeko Watanabe (en)
- 1999 - 2001 : Peace Maker de Nanae Chrono (en)
- 2003 - 2021 : Gintama de Hideaki Sorachi
- 2010 - 2023 : Chiruran : Shinsengumi Requiem de Shinya Umemura et Eiji Hashimoto
- 2017 - : Valkyrie Apocalypse de Shinya Umemura, Takumi Fukui et Azychika.

### Anime
- 2009 : Gintama épisode 194 de Hideaki Sorachi
- 1999 : Kenshin le Vagabond: Le Chapitre de la mémoire de Tsuioku Hen
- 2003 : Peace Maker de Tomohiro Hirata (ja)
- 2010 : Hakuōki de Osamu Yamasaki

## Sources
- (en) Cet article est partiellement ou en totalité issu de l’article de Wikipédia en anglais intitulé « Ikedaya Incident » (voir la liste des auteurs).